# David Álvarez Vázquez
David Álvarez Vázquez (Jerez de la Frontera, 19 februari 1990) is een Spaans voetballer. Hij speelt als verdedigende middenvelder bij UDA Gramenet. Vanwege zijn Oost-Europese uiterlijk heeft Álvarez de bijnaam Polaco, Castiliaans voor Pool.  

## Clubvoetbal
In het seizoen 2007/2008 speelde Polaco voor de Juvenil A, het hoogste jeugdelftal, van FC Barcelona, waarmee hij de finale van de Copa del Rey Juvenil haalde. Sevilla FC was hierin echter met 2-0 te sterk. In het seizoen 2008/2009 speelde Polaco voor de Juvenil A. Met de Juvenil A won hij in 2009 de regionale groep van de División de Honor en de Copa de Campeones. Op 9 september 2008 speelde hij in de Copa de Catalunya tegen UE Sant Andreu zijn eerste wedstrijd voor het eerste elftal van FC Barcelona. In 2009 vertrok Polaco naar UDA Gramenet, een club uit de Segunda División B